# Amazonegifkikker
De amazonegifkikker (Ranitomeya ventrimaculata) is een kleine kikker uit de familie pijlgifkikkers (Dendrobatidae). De soort werd voor het eerst wetenschappelijk beschreven door Benjamin Shreve in 1935. Oorspronkelijk werd de wetenschappelijke naam Dendrobates minutus ventrimaculatus gebruikt. De soort behoorde lange tijd tot het geslacht Dendrobates, de soortaanduiding was lange tijd ventrimaculatus.

## Uiterlijke kenmerken
De kleur van deze pijlgifkikker is overwegend zwart, met dunne gele strepen over de gehele bovenzijde, een lichtblauwe zeer fijne nettekening op de poten. De buik is zeer lichtblauw met zwarte vlekken, of soms eerder zwart met een lichtblauwe grove nettekening. Sommige exemplaren hebben een oranje lijnentekening die zo breed kan zijn dat de kleur eerder oranje met zwart is. Het tympanum of trommelvlies is ongeveer half zo groot als het oog. De lichaamslengte varieert van 12 tot 17 millimeter.

## Algemeen
Ranitomeya ventrimaculata leeft in delen van Zuid-Amerika en komt voor in de landen Brazilië, Peru, Frans-Guyana, Colombia en in centraal Ecuador. De populaties verschillen overigens sterk per land; in Colombia is de soort nog algemeen, maar in Ecuador juist zeldzaam. De habitat bestaat uit tropische regenwouden waar de kikker leeft van kleine ongewervelden. Deze soort leeft zowel op de bodem als in bomen; er zijn weleens exemplaren meer dan 40 meter(!) boven de bosbodem aangetroffen. De eitjes worden op de bodem afgezet en het uitkomen worden de kikkervisjes een voor een naar bromelias getransporteerd op de rug van het mannetje. De net gemetamorfoseerde kikkertjes leven van zeer kleine prooien als mijten en springstaartjes.